# Dactylobiotus macronyx
Dactylobiotus macronyx är en djurart som tillhör fylumet trögkrypare, och som först beskrevs av Félix Dujardin 1851.  Dactylobiotus macronyx ingår i släktet Dactylobiotus och familjen Macrobiotidae. Arten är reproducerande i Sverige. Inga underarter finns listade i Catalogue of Life.